# Tully Castle

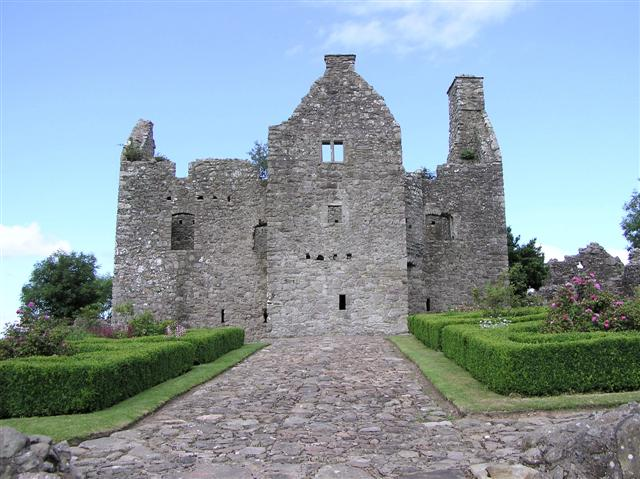
Tully Castle 2006

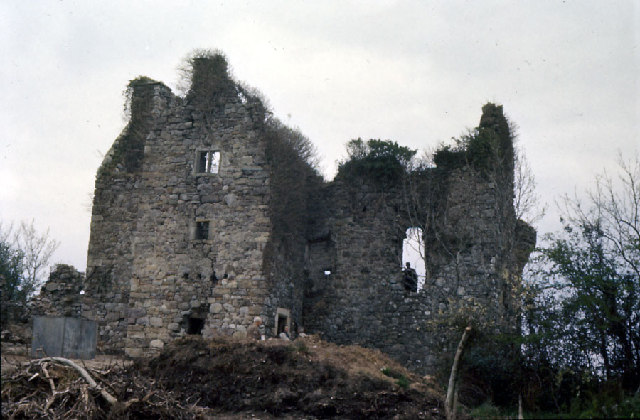
Tully Castle 1975

Tully Castle (irisch Caisleán na Tulaí, dt.: „Burg auf dem Hügel“) ist eine Burgruine beim Dorf Blaney an der Blaney Bay am Südufer des unteren Lough Erne im nordirischen County Fermanagh. Blaney wurde nach Sir Edward Blaney benannt, der Teilnehmer des englischen Voraustrupps war, der nach Fermanagh gesandt wurde, um die Plantation of Ulster zu organisieren.
Tully Castle war ein befestigtes Haus mit rechteckiger Bawn (Kurtine), das Sir John Hume, ein schottischer Kolonist, 1619 bauen ließ. Die Bawn hatte vier rechteckige Ecktürme. Während der irischen Rebellion von 1641 hatte es sich der Ire Rory Maguire zur Aufgabe gemacht, seine Familienländereien zurückzuerobern. Er kam am Heiligen Abend mit großem Gefolge auf Tully Castle an und fand die Burg voll von Frauen und Kindern. Die meisten Männer waren weg. Lady Mary Hume übergab ihm die Burg und glaubte, dass sie damit sicheres Geleit für alle in ihrer Obhut befindlichen Menschen erwirkt hätte, aber am Weihnachtstag brachten die Maquires 60 Frauen und Kinder sowie 15 Männer um und verschonten nur die Humes. Die Burg wurde niedergebrannt und die Humes kamen nie dorthin zurück. Captain Patrick Hume legte später Zeugnis über die Ereignisse am Weihnachtstag 1641 ab:

„Und später am selben Tag rissen die Rebellen allen Protestanten (mit Ausnahme von Lady Hume) die Kleider von Leibe; sie sperrten sie in den Gewölben oder Kellern der besagten Burg ein, wo sie unter strenger Bewachung die ganze Nacht gehalten wurden; und am nächsten Morgen, dem Tage des Herrn und 25. Dezember 1641, nahmen sie die Lady Hume, Alexander Hume, John Grier und meine Wenigkeit mit ihren Frauen und Kindern weg vom Rest der Gefangenen, fort von der besagten Burg, und brachten sie in die Scheune eines John Goodfellow in besagtem Tully, einen Steinwurf entfernt von der Burg, und schürten in ihnen die Hoffnung, dass man sie auf vorbereiteten Pferden zum Monea Castle bringen wollte, aber dann wurden sie wie der Rest [der Gefangenen] in Tully Castle zurückgelassen; die Rebellen sagten denen in der Scheune, dass sie ihnen zu Fuß zum besagten Monea Castle folgen sollten. Aber sofort danach, am 25. Dezember 1641 auf Tully Castle und innerhalb und um die Bawn und die Gewölbe desselben im County Fermanagh, begingen die Rebellen die grausamsten und barbarischsten Morde an den Protestanten, an einer Reihe von Männern und 60 Frauen und Kindern oder einer ähnlichen Anzahl; die Namen der Ermordeten folgen hier: z.B. Francis Trotter, Thomas Trotter, Alexander Sheringfield, Alexander Bell, George Clearnside, Robert Black, James Barry, Thomas Anderson, Robert Lawdon, John Brooke, David Anderson, James Anderson und viele andere – Männer, Frauen und Kinder –, deren Namen dieser vereidigte Zeuge nicht kennt oder sich jetzt nicht an sie erinnert. Die Akteure dieses Massakers, sagt meine Wenigkeit, sind zum größten Teil seither verstorben oder wurden erschlagen, wie ich hörte, und von denen, die überlebt haben, erinnert sich meine Wenigkeit nicht mehr an die Namen. Und meine Wenigkeit sagt, nachdem die besagten Rebellen die besagte Burg geplündert und ausgeraubt hatten, brannten sie sie an besagtem Tage im besagten Jahr nieder. Und weiter hinterlässt meine Wenigkeit nichts Greifbares.“

Danach zog die Familie Hume auf den neuen Familiensitz Castle Hume Hall in der Nähe, der von Richard Cassels entworfen worden war.
Tully Castle und der Ort sind State Care Historic Monuments im Townland von Tully im District Fermanagh and Omagh.